# Bruce Bellas
Bruce Harry Bellas (7 de julio de 1909 - julio de 1974) fue un fotógrafo estadounidense. Fue influyente en su trabajo con físicos y desnudos masculinos. Bellas era conocido bajo el seudónimo de Bruce of Los Angeles.

## Biografía
Bruce Harry Bellas nació en Alliance el 7 de julio de 1909. Trabajó como profesor de química hasta 1947, cuando comenzó a fotografiar culturistas en Los Ángeles en competencias de culturismo. En 1956, Bellas lanzó su propia revista, The Male Figure. Entre los fotógrafos físicos, el trabajo de Bellas se destacó por tener una sensibilidad claramente camp e irónica. Bellas también produjo varias de las primeras películas homoeróticas de 8 mm con títulos como Cowboy Washup y Big Gun for Hire. 
Bellas murió mientras estaba de vacaciones en Canadá en julio de 1974. Fue enterrado en Forest Lawn Memorial Park en Hollywood Hills el 9 de agosto Bellas mantenía una relación con Scotty Cunningham, su modelo favorito, a quien le dejó su patrimonio.

### Legado
Bruce de Los Angeles dejó un extenso archivo de fotografías del físico masculino desnudo, en gran parte intacto. Su impacto en la fotografía física se reconoce en gran medida, y se considera que las obras de Robert Mapplethorpe, Herb Ritts y Bruce Weber están influenciadas por el estilo pionero de Bellas. En 1990, la Galería Wessel O'Connor en Nueva York y la Galería Jan Kesner en Los Ángeles exhibieron una amplia gama del trabajo de Bellas, lo que impulsó el reconocimiento moderno de su impacto.